# عبدالرحمان الغسانی
عبدالرحمان الغسانی (عربی: عبدالرحمن سمير جمعة الغساني؛ زادهٔ ۸ ژوئیهٔ ۱۹۹۰) بازیکن فوتبال اهل عمان است.
از باشگاه‌هایی که در آن بازی کرده‌است می‌توان به باشگاه ورزشی فنجاء اشاره کرد.
وی همچنین در تیم ملی فوتبال عمان بازی کرده‌است.